# Oskar Schlemmer
Oskar Schlemmer (4. září 1888 Stuttgart – 13. dubna 1943 Baden-Baden) byl německý malíř, designér, sochař a choreograf.

## Život
Oskar Schlemmer se narodil jako nejmladší ze šesti dětí. Okolo roku 1900 osiřel a již v roce 1903 byl finančně nezávislý – pracoval v inkrustační dílně, později jako učeň marketerie. Studoval na Akademii výtvarných umění (Akademie der Bildenden Künste) ve Stuttgartu. Dva roky pobýval v Berlíně.
V roce 1914 byl odeslán na západní frontu, kde byl zraněn. V roce 1923 se oženil s Helenou Tutein. Působil v různých německých městech, od roku 1932 byl profesorem na Vereinigte Staatsschulen für freie und angewandete Kunst (Sjednocená státní škola výtvarného a užitného umění) v Berlíně. Toto místo byl nucen opustit po nástupu nacistů v roce 1933.
V roce 1937 byla jeho díla spolu s mnoha dalšími vystavena na výstavě Entartete Kunst (Zvrhlé umění) v Mnichově. Oskar Schlemmer strávil posledních deset let svého života ve „vnitřní emigraci“, bez veřejné prezentace svých děl.

## Ocenění
V roce 1975 vydala německá pošta poštovní známku s reprodukcí díla Oskara Schlemmera.

## Galerie

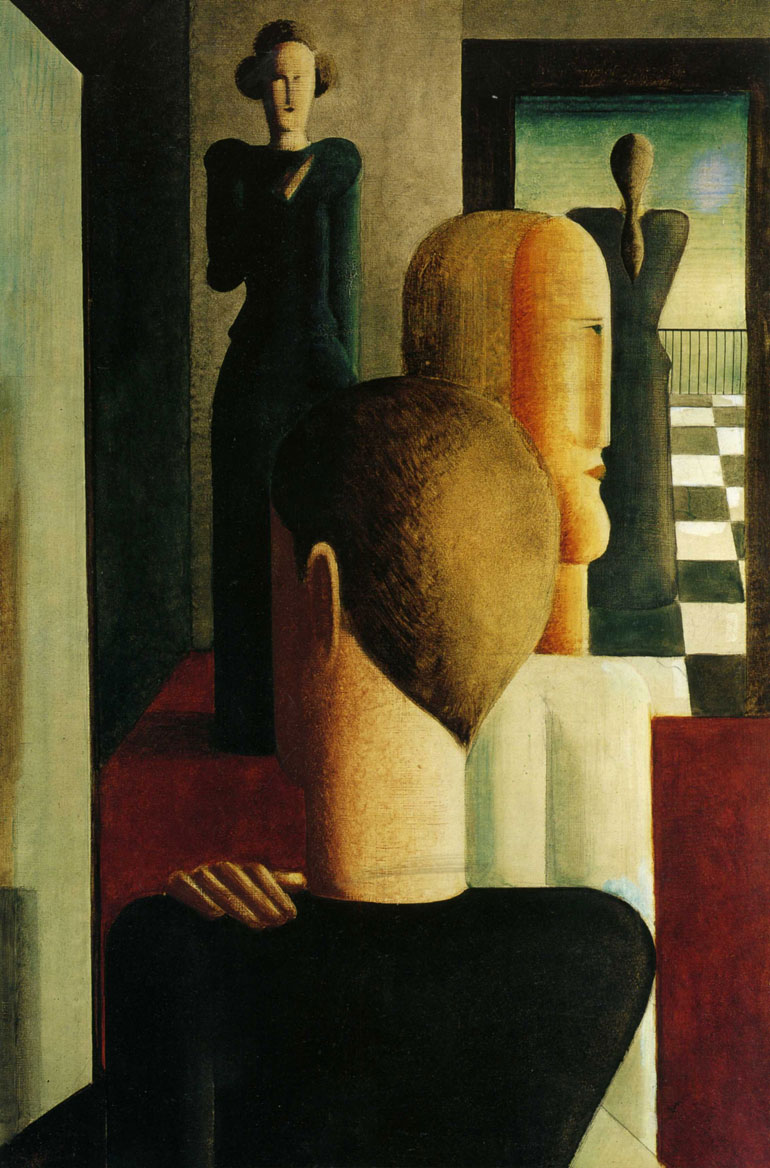
Oskar Schlemmer – Vier Figuren im Raum (Čtyři postavy v místnosti), 1925